# NGTS-1b
NGTS-1b là một hành tinh ngoài hệ mặt trời có kích thước như sao Mộc nóng được xác nhận là đang quay quanh NGTS-1, một ngôi sao lùn đỏ, nó có khối lượng bằng một nửa khối lượng và bán kính của Mặt trời, cứ sau 2,65 ngày. Hệ thống NGTS-1 cách Trái Đất khoảng 600 năm ánh sáng trong chòm sao Columbia.

## Khám phá
Hành tinh ngoài hệ mặt trời, NGTS-1b, được phát hiện bởi Khảo sát quá cảnh thế hệ tiếp theo. Daniel Bayliss, thuộc Đại học Warwick, đồng thời là tác giả chính của nghiên cứu mô tả khám phá NGTS-1b, cho biết: "Việc phát hiện NGTS-1b là một điều hoàn toàn bất ngờ đối với chúng tôi. sao - quan trọng, thách thức của chúng tôi bây giờ là tìm hiểu mức độ phổ biến của các loại hành tinh này trong Thiên hà, và với cơ sở Khảo sát Chuyển tuyến Thế hệ mới, chúng tôi sẵn sàng làm điều đó. " 

## Đặc điểm

### Khối lượng, bán kính và nhiệt độ
NGTS-1b là một ngoại hành tinh khí khổng lồ có kích thước như sao Mộc nóng, có khối lượng 0,812 MJ và bán kính 1,33 RJ, trong đó MJ và RJ là khối lượng và bán kính của Sao Mộc.

### Ngôi sao chủ
Hành tinh quay quanh một ngôi sao lùn M0,5 có thông số bằng một nửa khối lượng (0.617 và bán kính 0.573) của Mặt trời.

### Quỹ đạo
NGTS-1b quỹ đạo khoảng 4,5×106 km (2,8×106 mi) từ ngôi sao chủ cứ sau 2.6473 ngày Trái Đất.